# Roland Huntford
Roland Huntford (1927) é um escritor, essencialmente de biografias de exploradores polares. Vive em Cambridge, e foi correspondente escandinavo do jornal The Observer, nomeadamente em assuntos relacionados com desportos de Inverno. Entre 1986-1987 foi Fellow de Alistair Horne no Colégio de S. António em Oxford.
Escreveu várias biografias sobre Robert Falcon Scott, Ernest Shackleton e Fridtjof Nansen.
Huntford defende que o sucesso de Roald Amundsen ao ser o primeiro a atingir o Polo Sul teve por base um planeamento bem organizado, enquanto que os erros de Scott (principalmente no que respeita à utilização de tracção humana em vez de cães de tiro) foram os responsáveis pela morte deste e de mais quatro companheiros.
Os defensores das acções de Scott, em particular Ranulph Fiennes, argumentam que Huntford, que não tem experiência directa em viagens polares nem em tracção humana, não está qualificado para tirar conclusões sobre as alegadas deficiêcnias técnicas de Scott. Na sua biografia sobre o Capitão Scott, Fiennes refuta os argumentos de Huntford sobre as deficiências de Scott. The Coldest March (2001), de Susan Solomon, põe em causa muitas das conclusões de Huntford sobre o tipo de liderança de Scott e das suas capacidades, ao analisar dados científicos, em particular os meteorológicos.
Alguns livros não controversos de Huntford: Sea of Darkness,The Sayings of Henrik Ibsen e Two Planks and a Passion: The dramatic history of skiing. O polémico The New Totalitarians é uma crítica ao socialismo na Suécia, escrito do ponto de vista da cultura política ocidental.